# Bethlehem Motor Truck Company

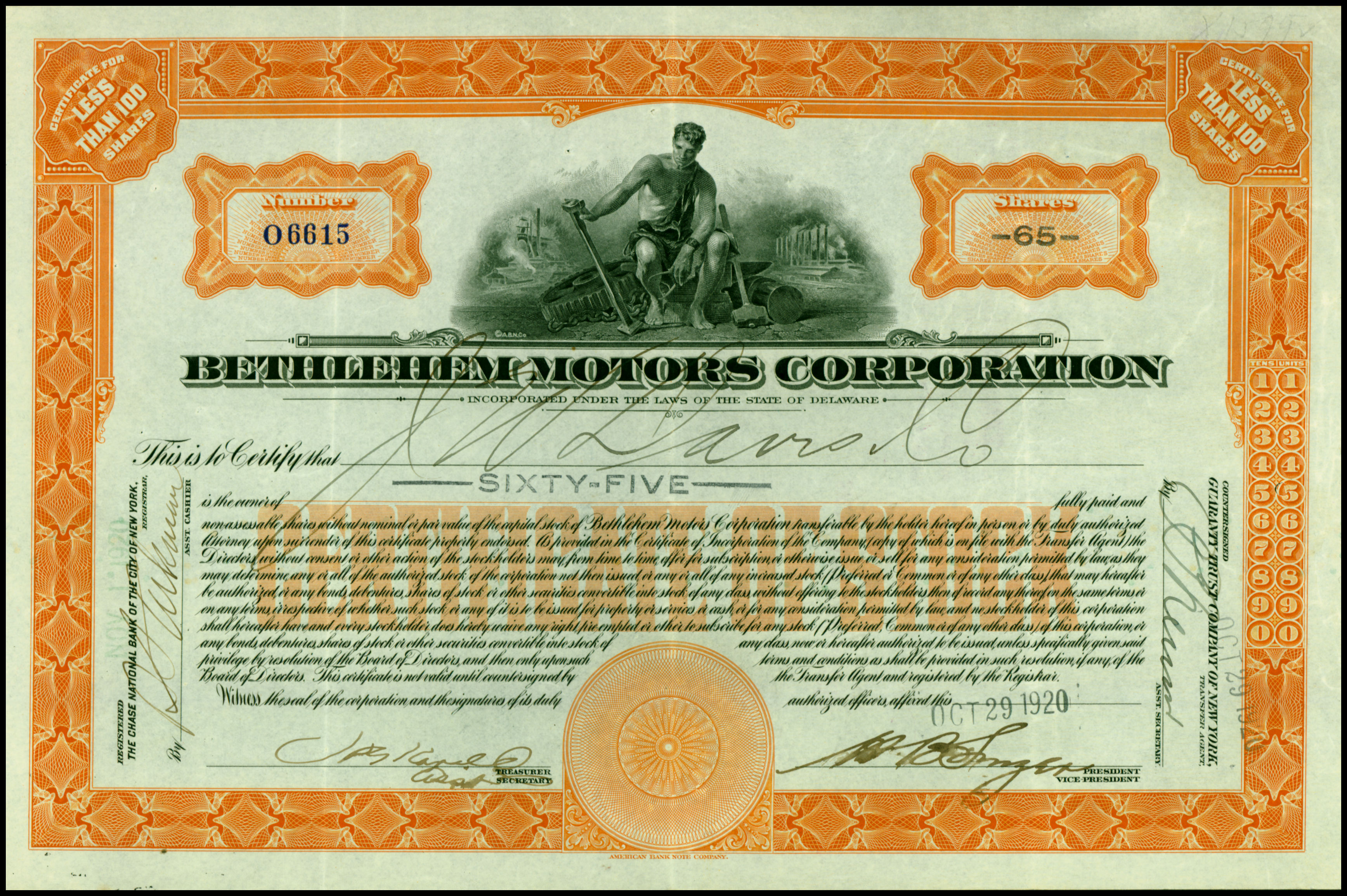
Aktie der Bethlehem Motors Corp. vom 29. Oktober 1920

Die Bethlehem Motor Truck Company (auch Bethlehem Motors Corporation) in Allentown (Pennsylvania) war ein US-amerikanischer Nutzfahrzeug-, Traktoren- und Motorenhersteller. Nur 1920 wurde ein Personenwagen der Marke Ideal gebaut. 1927 wurde das Unternehmen vom Konkurrenten Hahn übernommen, der danach von hier aus operierte.
Die ersten Nutzfahrzeuge der Bethlehem Motors Corporation erschienen 1917. Diese Model 1 und 2 respektive A1 und B1 genannten Fahrzeuge waren Transporter und leichte Lkw mit zugekauften Motoren und Kardanantrieb. Die Chassis-Preise lagen bei US$ 1245,- und US$ 1775.-.

## Liberty Truck

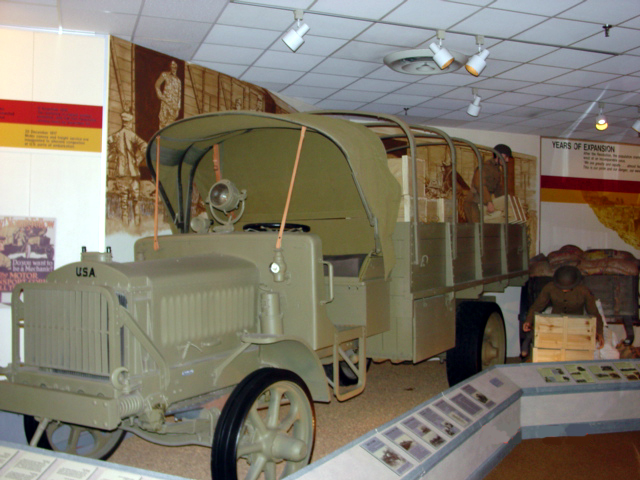
Liberty Truck (ca. 1918)

Im April 1917 traten die USA in den Ersten Weltkrieg ein. Bethlehem trat dem Liberty Truck-Programm der Regierung bei. Dieses sah vor, einen Militär-LKW nach einheitlich für alle Firmen geltenden genauen Spezifikationen nachzubauen. 15 Nutzfahrzeughersteller und Dutzende von Zulieferern sollten so dafür sorgen, dass die praktisch unmotorisierten Streitkräfte der USA in kürzester Zeit einen Einheits-LKW erhielten, außerdem war die Logistik für die Armee viel einfacher. Der Liberty wurde schließlich in einer Version mit 3, später bis 5 tons Nutzlast aufgelegt. Bethlehem baute im Jahr 1918 von diesem Modell 675 Stück.

## Nachkriegszeit
Wie alle US-amerikanischen LKW-Hersteller sah sich auch Bethlehem nach dem Krieg einem völlig veränderten Markt gegenüber. Regierungsaufträge blieben aus – laufende wurden gar aufgekündigt – und der Markt wurde überschwemmt mit gut gewarteten Nutzfahrzeugen aus Armee-Überschuss in den gängigen Klassen von 3 bis 5 tons Nutzlast. Dabei wurde das Schlimmste sogar noch verhindert, indem durch Lobbyarbeit erreicht wurde, dass die American Expeditionary Forces ihre in Europa nicht mehr benötigten Fahrzeuge dort verkauften, anstatt sie ebenfalls zurückzuführen. In der Folge brach die Nachfrage nach Neufahrzeugen sowohl in den USA wie auch der Export ein und es kam zu einer ersten Konzentration in der Branche. Viele kleine, oft nur regional tätige Nutzfahrzeughersteller (wie Bethlehem einer war) fusionierten, wurden übernommen oder gaben auf. Autobauer mit einer Nutzfahrzeugabteilung entschieden sich für den Ausstieg (wie Packard) oder ließen nun fremd produzieren (wie Pierce-Arrow). Bei White ging man den umgekehrten Weg und gab den PKW-Bau auf, um sich auf Nutzfahrzeuge zu konzentrieren.

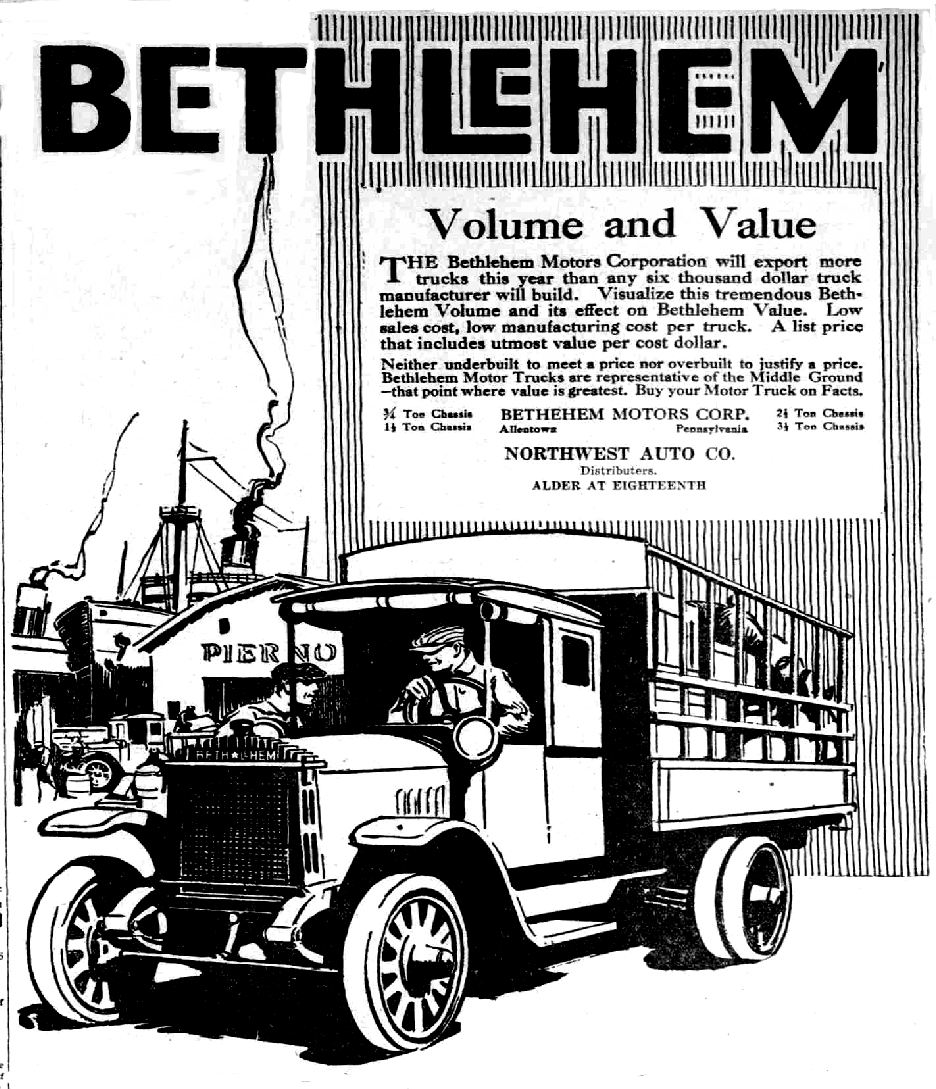
Bethlehem-Anzeige von 1920 mit 1½ tn-, 2½ tn- und 3½ tn-Lkw.

Bethlehem setzte auf Expansion. Ab 1918 wurde auch ein Traktor Typ 18-36 mit Vierzylindermotor von Beaver hergestellt, der aus Preisgründen ohne Kotflügel ausgeliefert wurde.
1919 betrug Bethlehems jährlicher Ausstoß bereits 3500 Fahrzeuge; lieferbar waren Fahrgestelle mit 1½ tn, 2½ tn, und 3½ tn Nutzlast zu US$ 1865.-, 2365.- resp. 3465.- . Die ehrgeizige Planung für 1920 sah eine Jahresproduktion von 20.000 Einheiten vor. Zudem kaufte man mit der North American Motors Company in Pottstown (Pennsylvania) einen seiner Zulieferer. Somit verfügte das Unternehmen nun über zwei Werke, hatte vier LKW-Reihen mit 1 bis 4 tons im Programm und führte auch noch einen Omnibus ein.
Geschäftsführer war zu dieser Zeit der Ingenieur und erfahrene Automobilmanager H. F. Harris, der Erfahrungen gesammelt hatte mit dem kurzlebigen Everitt und danach für Studebaker und Overland gearbeitet hatte. Vor seiner Berufung zu Bethlehem war er Verkaufsdirektor bei der Republic Truck Company.

## Ideal-Personenwagen
Die schwierige Marktlage dürfte der Grund dafür gewesen sein, dass Bethlehem trotz angespannter Finanzen einen Personenwagen nur für den Export entwickelte. Das Fahrzeug, das ausschließlich als viersitziger „sporting type“ (Torpedo) erhältlich war, erhielt einen hauseigenen Vierzylindermotor mit 40 bhp Leistung – wahrscheinlich also aus der von North American übernommenen Produktion – und eine Hinterachse von Timken.
Bethlehem war als kleiner Hersteller gezwungen, viele Komponenten dazu zu kaufen (Assembling). Entsprechend, mit Ausnahme des Motors, war der Ideal ein typisches Assembled car. Sowohl im PKW- wie auch im Nutzfahrzeugbereich gab es viele Hersteller, die auf diese Weise Fahrzeuge eher montierten als konstruierten. Bei LKW und Bussen funktionierte das besser, aber nur wenige Autobauer (wie etwa Cole) hatte mit dieser Methode anhaltenden Erfolg. Die Qualität des Endprodukts hing nicht nur von jener der zugekauften Komponenten ab, sondern auch davon, wie sorgfältig diese aufeinander abgestimmt waren. Dazu kam, dass diese Bestandteile wegen zusätzlicher Gewinnmargen und oft langer Transportwege die preisliche Konkurrenzfähigkeit des fertigen Fahrzeugs minderten. Beim Ideal kam ein ohnehin hoher Preis um US$ 3000 erschwerend hinzu, mit dem er klar in der Luxusklasse angesiedelt war. Diese wiederum war bereits hart umkämpft von lange etablierten Marken. Zudem kamen nach dem Ersten Weltkrieg großvolumige Vierzylindermotoren rasch aus der Mode, wie auch einschlägige europäische Hersteller (etwa Bentley, Panhard & Levassor, Delaugère & Clayette, De Dion-Bouton oder Voisin) feststellen mussten. Letztlich dürften nur wenige Ideal entstanden sein.

## Insolvenz und Neuanfang
Die ehrgeizigen Pläne gingen nicht auf, Ende 1920 meldete Bethlehem Insolvenz an. Ein neues Management stoppte als erstes das Ideal-Projekt und verkaufte die letzten dieser Fahrzeuge freihändig – für weniger als US$ 1000 pro Stück.
Der Neustart verlief in deutlich kleinerem Umfang. 1923 wurde eine neue Baureihe namens Airline mit 1 bis 4 tons Nutzlast vorgestellt. Der Modellname bezieht sich auf die serienmäßigen Luftreifen, die zu dieser Zeit keine Selbstverständlichkeit waren. 1924 wurden nur noch 42 LKW gebaut. Dennoch lief die Produktion noch bis 1926 weiter. Danach kam es zu Übernahmeverhandlungen mit der W.G. Hahn & Brothers Company, Herstellerin des Hahn-Trucks in Hamburg (Pennsylvania). Diese übernahm Bethlehem im Januar 1927. Die Marke wurde eingestellt und Hahn richtete den neuen Hauptsitz in den ehemaligen Bethlehem-Räumlichkeiten ein. Im gleichen Jahr, also wohl nach dem Take-over durch Hahn, erfolgte die Fusion von Bethlehem mit der Lehigh Company, einem kleinen Nutzfahrzeughersteller, der von 1925 bis 1927 in Allentown einen LKW mit 2 tons Nutzlast fertigte.
Es gab mehrere US-amerikanische Hersteller von Personenkraftwagen der Marke Ideal: Ideal Automobile Manufacturing Company, Richmond & Holmes Company, B. & P. Company, Ideal Motor Vehicle Company, Ideal Runabout Manufacturing Company, Bethlehem Automobile Company, Ideal Electric Vehicle Company, Ideal Shop und Bethlehem Motor Truck Company.

## Nutzfahrzeugmodelle (Auswahl)
- Model 1 / A1: 1¼ tons, Motor G. B. & S., N.A.C.C.-Rating 22,5 HP[Anm. 1]
- Model 2 / B1: 2¼ tons, Motor North American Motors, N.A.C.C.-Rating 25,6 HP
- Model GN: 2 tons, Motor Bethlehem 264 c.i. (4326 cm³), $2165 (1923)[5]
- Airline: 1-4 tons (ab 1923)[5]

## Anmerkungen

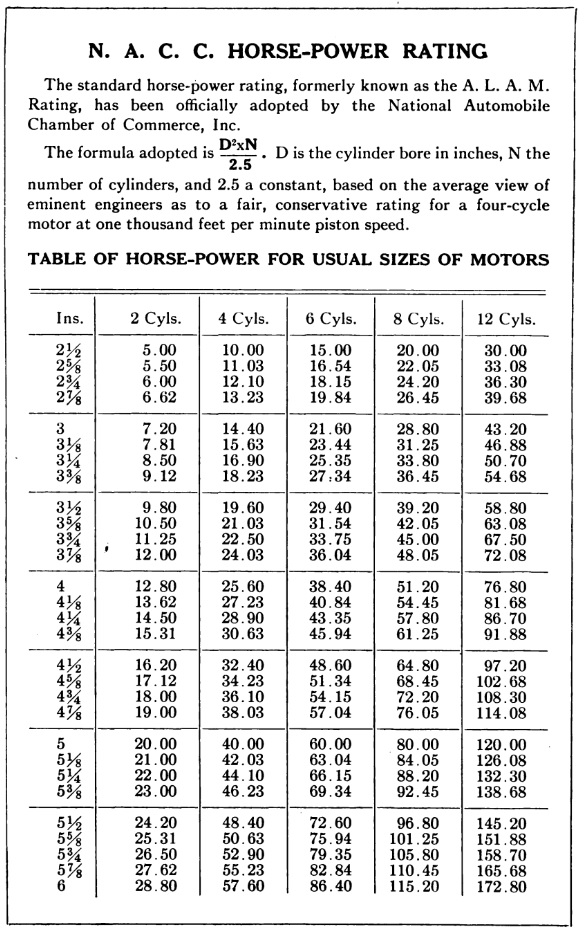
N.A.C.C.-Rating 1916-1917.